# Hemfosa (stacja kolejowa)

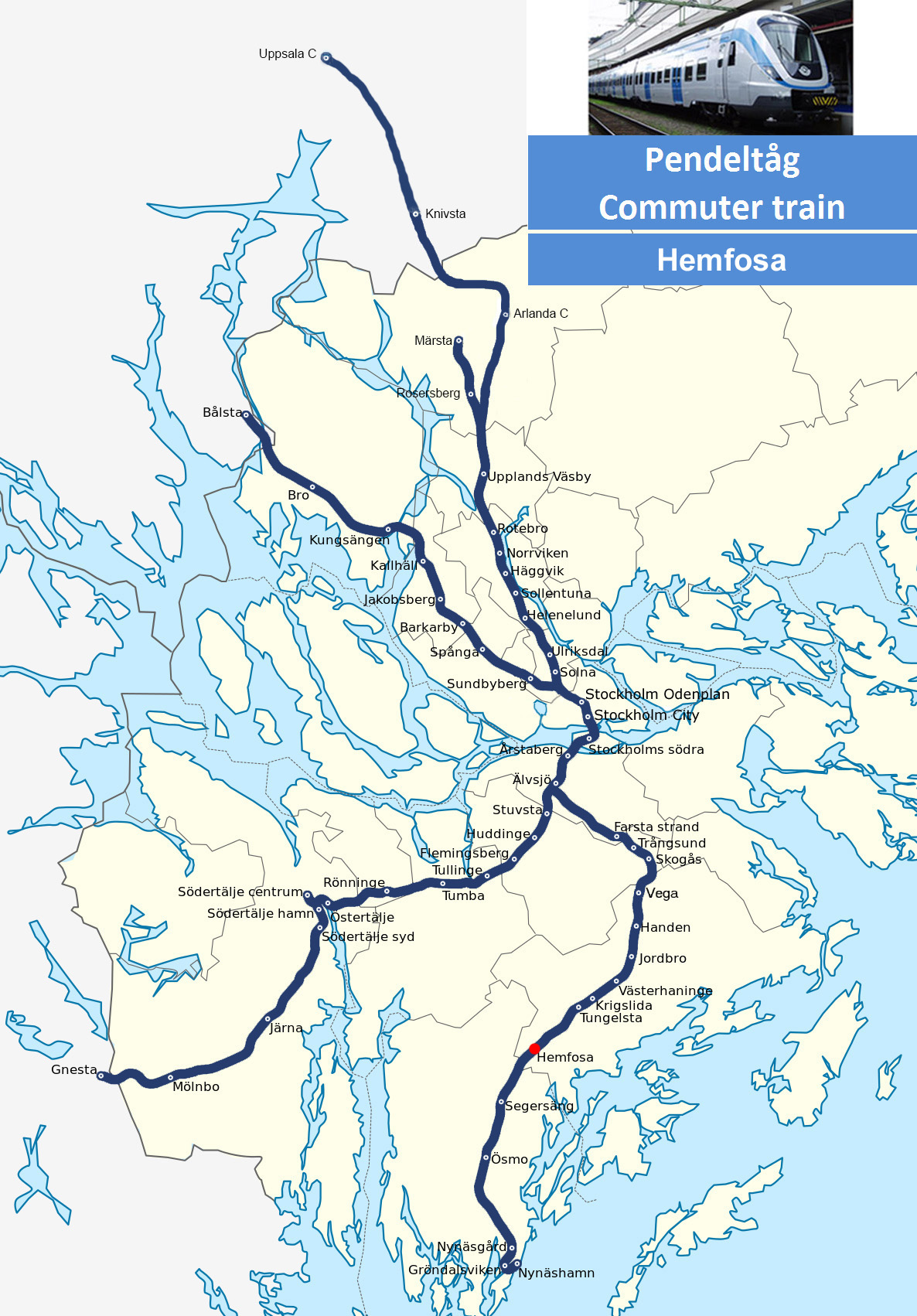
Położenie stacji na sieci Pendeltåg

Hemfosa – stacja kolejowa w Gminie Haninge, w dzielnicy Hemfosa, w regionie Sztokholm, w Szwecji, na Nynäsbanan. Stacja, która ma najmniejszą liczbę pasażerów w całej sieci kolei podmiejskiej, była w latach 90 XX wieku silnie zagrożona zamknięciem. W dzień powszedni, korzysta z niej około 80 osób.

## Linie kolejowe
- Nynäsbanan